# Till sångens land
Till sångens land är en samling med 150 sånger. Samlingen redigerades av Herbert Brander och Martin Karlsson och illustrerades av Gunila Stierngranat. Första upplaga publicerades 1950, utgiven på Kåbes förlag i Uddevalla. Den användes/används framför allt inom olika frikyrkliga samfund.

## Exempel på sånger i samlingen
004. Var inte som en igelkott! (Text och musik av Herbert Brander)
008. Släpp nu lite solsken in. (Text och musik av Sixten Arvidson)
028. Guds kämpar vi äro. (Text och musik av Elsa Eklund)
032. Vi äro fem små vandringsmän. (Text och musik av Herbert Brander)
065. Säg vem har skapat blommorna? (Text och musik av Mildred Adair, Från eng. av Arthur Edebo)
069. Jonte Myra. (Text och melodi av Herbert Brander, Arr. av E.E. = Elsa Eklund?)
098. Vi är den sjungande söndagsskolan. (Text och melodi av Herbert Brander, Arr. av E.E.)
099. Till sångens land. (Text och musik av Herbert Brander)
109. Ticke-ticke-tack. (Arr. av E.E.)
132. När det stormar. (Arr. av E.E.)

### Fotnoter
1. ↑  ”Till sångens land” (på engelska). Worldcat. 12 mars 1951. https://www.worldcat.org/title/till-sangens-land-en-samling-sanger-for-barn-i-hem-skola-och-sondagsskola/oclc/186989750?referer=br&ht=edition. Läst 17 oktober 2017.